# جیمی باحال!
جیمی باحال یا جیمی دوکفشه (همچنین در اروپای مرکزی و شرقی، اسکاندیناوی، اسپانیا و آلمان با نام JTS شناخته می‌شود) یک مجموعه تلویزیونی انیمیشن کانادایی است که در امریکا از شبکه دیزنی اکس دی، تله تون (کانادا)، جتیکس (انگلستان) پخش شده است. این مجموعه با در نظر گرفتن شخصیت‌های کی و شان اسکات ساخته شده است. در این انیمیشن پسری به نام جیمی در شهری به نام پریشنکوی زندگی می‌کند و برخلاف مردم بسیار خوشبین و خوشحال است.